# محمود حسابي
محمود حسابي (بالفارسية: محمود حسابی) عالم فيزيائي وباحث إيراني في العلوم الطبيعية، ,والد إيران لفيزياء العلوم الجديدة ومؤسس جامعة طهران.

## نشأته العلمية ودراسته
عندما بلغ السابعة انتقل هو وعائلته إلى بيروت. في هذه المدة قضا طفولته في حفظ القرآن بالسماع وبدأ في قراءة الأدب الكنسي (المسرحي) الفارسي. في السابعة عشر من عمره حصل على درجة البكالوريوس في الفنون والعلوم من الجامعة الأمريكية في بيروت، وبعدها حصل على الباكلوريوس في الهندسة المدنية.
بعد حصوله على الهندسة المدنية من بيروت دخل المدرسة العليا للكهرباء في فرنسا وتخرج منها في 1925، وفي نفس الوقت كان موظفاً في هيئة السكك الحديدية الحكومية الفرنسية الشركة الوطنية للسكك الحديدية، وبدء العمل في قسم الصيانة الكهربائية للقاطرات. كان له عقل علمي مكنه من متابعة البحث العلمي في الفيزياء في جامعة السوربون، فحصل على درجة الدوكتوراة من الجامعة في سن الخامسة والعشرين.
في عام 1947 نشر أوراقه العلمية عن الجسيمات المستمرة، وأتبعها عام 1957 باقتراح نموذج علمي لـ"عدم تناهي الجسيمات"، منح على إثرها وسام شرف فرنسي رفيع(de la Légion d'honneu)، تقديراً لإنجازاته، واستمر في القاء المحاضرات في الجامعة في طهران.
كان يتكلم حسابي خمس لغات بطلاقة: العربية، الإنجليزية، الفرنسية، اليونانية، الفارسية .. وأيضاً القليل عن: السنكرستيه، البهلوية، الاتينية، الإغريقية، التركية، الإيطالية. تقديراً للإنجازات التي حققها تم منحه لقب (وسام) أبو الفيزياء في إيران، خلال مؤتمر (60 سنة فيزيائية في إيران).

## الجوائز والأوسمة
- وسام جوقة الشرف الفرنسي.
- وسام أبو الفيزياء الإيراني

## حياته الأسرية
لديه ابن واحد وابنة واحدة.

## وفاته
كان حسابي يتمنى أن يدفن في قريته تفريش. ودفن فيها عام 1992.